# Hội đồng Tổng thống Bosnia và Herzegovina
Hội đồng Tổng thống Bosna và Hercegovina (Predsjedništvo Bosne i Hercegovine) là chủ tịch tập thể của Bosna và Hercegovina. Điều V Hiến pháp Bosna và Hercegovina quy định Hội đồng Tổng thống gồm ba thành viên: một người Bosniak, một người Serb và một người Croatia. Thành viên người Bosniak và người Croatia do cử tri Liên bang Bosna và Hercegovina bầu ra trong một đơn vị bầu cử chung, thành viên người Serb do cử tri Cộng hòa Srpska bầu ra.
Chủ tịch Hội đồng Tổng thống chủ tọa các phiên họp của Hội đồng Tổng thống. Cứ tám tháng là mỗi thành viên Hội đồng Tổng thống luân phiên làm chủ tịch. Thành viên nhận được nhiều số phiếu bầu nhất làm chủ tịch đầu tiên.

## Thành viên đương nhiệm
| Tên | Tên               | Hình | Nhậm chức                                | Đảng                                     | Dân tộc | Nhiệm kỳ chủ tịch                          |
| --- | ----------------- | ---- | ---------------------------------------- | ---------------------------------------- | ------- | ------------------------------------------ |
|     | Denis Bećirović   |      | 16 tháng 11 năm 2022 (nhiệm kỳ đầu tiên) | Đảng Dân chủ Xã hội Bosna và Hercegovina | Bosniak | 16 tháng 3 năm 2024 – hiện tại             |
|     | Željka Cvijanović |      | 16 tháng 11 năm 2022 (nhiệm kỳ đầu tiên) | Liên minh Dân chủ Xã hội Độc lập         | Serb    | 16 tháng 11 năm 2022 – 16 tháng 7 năm 2023 |
|     | Željko Komšić     |      | 20 tháng 11 năm 2018 (nhiệm kỳ thứ tư)   | Mặt trận Dân chủ                         | Croatia | 16 tháng 7 năm 2023 – 16 tháng 3 năm 2024  |

## Nhiệm vụ và quyền hạn

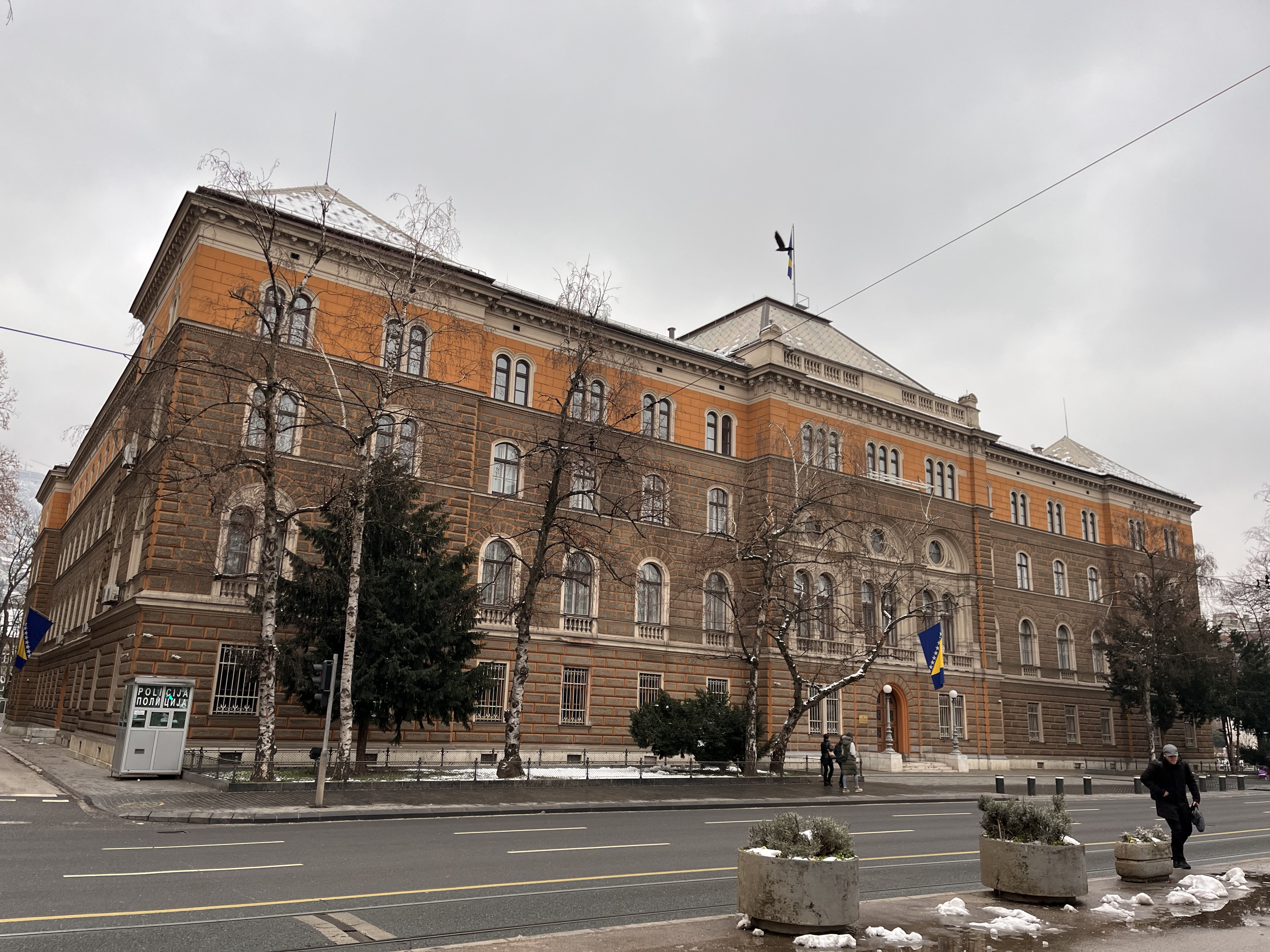
Phủ Tổng thống tại Sarajevo

Hội đồng Tổng thống có những nhiệm vụ và quyền hạn sau đây:
- Thực hiện chính sách đối ngoại của Bosna và Hercegovina;
- Bổ nhiệm đại sứ và những đại diện ngoại giao khác với điều kiện không quá hai phần ba số lượng đại diện ngoại giao đến từ Liên bang Bosna và Hercegovina;
- Thay mặt Bosna và Hercegovina tại những cơ quan, tổ chức châu Âu, quốc tế và quyết định đàm phán gia nhập những cơ quan, tổ chức không phải là thành viên;
- Đàm phán, rút khỏi và gia nhập điều ước quốc tế với sự phê chuẩn của Quốc hội;
- Tổ chức thi hành quyết định của Quốc hội;
- Trình dự toán ngân sách nhà nước trước Quốc hội theo đề nghị của Hội đồng Bộ trưởng;
- Báo cáo mỗi năm và khi được yêu cầu trước Quốc hội về các khoản chi ngân sách nhà nước của Hội đồng Tổng thống;
- Phối hợp với tổ chức quốc tế, phi chính phủ tại Bosna và Hercegovina khi cần thiết, và;
- Thi hành quyền hạn khác để thực hiện những nhiệm vụ của Hội đồng Tổng thống, những nhiệm vụ được Quốc hội giao hoặc những nhiệm vụ được các đơn vị hành chính của Bosna và Hercegovina thống nhất giao.

## Danh sách các Hội đồng Tổng thống
| Nhiệm kỳ                                        | Bầu cử | Thành viên                                          | Thành viên                                    | Đảng                                                        | Dân tộc |
| ----------------------------------------------- | ------ | --------------------------------------------------- | --------------------------------------------- | ----------------------------------------------------------- | ------- |
| 1 (13 tháng 10 năm 1996 – 12 tháng 10 năm 1998) | 1996   |                                                     | Alija Izetbegović                             | Đảng Hành động Dân chủ                                      | Bosniak |
| 1 (13 tháng 10 năm 1996 – 12 tháng 10 năm 1998) | 1996   |                                                     | Momčilo Krajišnik                             | Đảng Dân chủ Serb                                           | Serb    |
| 1 (13 tháng 10 năm 1996 – 12 tháng 10 năm 1998) | 1996   |                                                     | Krešimir Zubak                                | Liên minh Dân chủ Croatia của Bosna và Hercegovina          | Croatia |
| 2 (13 tháng 10 năm 1998 – 28 tháng 10 năm 2002) | 1998   |                                                     | Alija Izetbegović (cho đến tháng 10 năm 2000) | Đảng Hành động Dân chủ                                      | Bosniak |
| 2 (13 tháng 10 năm 1998 – 28 tháng 10 năm 2002) | 1998   | Halid Genjac (tháng 10 năm 2000 – tháng 3 năm 2001) |                                               | Đảng Hành động Dân chủ                                      | Bosniak |
| 2 (13 tháng 10 năm 1998 – 28 tháng 10 năm 2002) | 1998   |                                                     | Beriz Belkić (từ tháng 3 năm 2001)            | Đảng vì Bosna và Hercegovina                                | Bosniak |
| 2 (13 tháng 10 năm 1998 – 28 tháng 10 năm 2002) | 1998   |                                                     | Živko Radišić                                 | Đảng Xã hội                                                 | Serb    |
| 2 (13 tháng 10 năm 1998 – 28 tháng 10 năm 2002) | 1998   |                                                     | Ante Jelavić (cho đến tháng 3 năm 2001)       | Liên minh Dân chủ Croatia của Bosna và Hercegovina          | Croatia |
| 2 (13 tháng 10 năm 1998 – 28 tháng 10 năm 2002) | 1998   |                                                     | Jozo Križanović (từ tháng 3 năm 2001)         | Đảng Dân chủ Xã hội Bosna và Hercegovina                    | Croatia |
| 3 (28 tháng 10 năm 2002 – 6 tháng 11 năm 2006)  | 2002   |                                                     | Sulejman Tihić                                | Đảng Hành động Dân chủ                                      | Bosniak |
| 3 (28 tháng 10 năm 2002 – 6 tháng 11 năm 2006)  | 2002   |                                                     | Mirko Šarović (cho đến tháng 4 năm 2003)      | Đảng Dân chủ Serb                                           | Serb    |
| 3 (28 tháng 10 năm 2002 – 6 tháng 11 năm 2006)  | 2002   | Borislav Paravac (từ tháng 4 năm 2003)              |                                               | Đảng Dân chủ Serb                                           | Serb    |
| 3 (28 tháng 10 năm 2002 – 6 tháng 11 năm 2006)  | 2002   |                                                     | Dragan Čović (cho đến tháng 3 năm 2005)       | Liên minh Dân chủ Croatia của Bosna và Hercegovina          | Croatia |
| 3 (28 tháng 10 năm 2002 – 6 tháng 11 năm 2006)  | 2002   | Ivo Miro Jović (từ tháng 3 năm 2005)                |                                               | Liên minh Dân chủ Croatia của Bosna và Hercegovina          | Croatia |
| 4 (6 tháng 11 năm 2006 – 17 tháng 11 năm 2010)  | 2006   |                                                     | Haris Silajdžić                               | Đảng vì Bosna và Hercegovina                                | Bosniak |
| 4 (6 tháng 11 năm 2006 – 17 tháng 11 năm 2010)  | 2006   |                                                     | Nebojša Radmanović                            | Liên minh Dân chủ Xã hội Độc lập                            | Serb    |
| 4 (6 tháng 11 năm 2006 – 17 tháng 11 năm 2010)  | 2006   |                                                     | Željko Komšić                                 | Đảng Dân chủ Xã hội Bosna và Hercegovina                    | Croatia |
| 5 (17 tháng 11 năm 2010 – 17 tháng 11 năm 2014) | 2010   |                                                     | Bakir Izetbegović                             | Đảng Hành động Dân chủ                                      | Bosniak |
| 5 (17 tháng 11 năm 2010 – 17 tháng 11 năm 2014) | 2010   |                                                     | Nebojša Radmanović                            | Liên minh Dân chủ Xã hội Độc lập                            | Serb    |
| 5 (17 tháng 11 năm 2010 – 17 tháng 11 năm 2014) | 2010   |                                                     | Željko Komšić                                 | Đảng Dân chủ Xã hội Bosna và Hercegovina (cho đến năm 2012) | Croatia |
| 5 (17 tháng 11 năm 2010 – 17 tháng 11 năm 2014) | 2010   | Mặt trận Dân chủ (từ năm 2013)                      | Željko Komšić                                 |                                                             | Croatia |
| 6 (17 tháng 11 năm 2014 – 20 tháng 11 năm 2018) | 2014   |                                                     | Bakir Izetbegović                             | Đảng Hành động Dân chủ                                      | Bosniak |
| 6 (17 tháng 11 năm 2014 – 20 tháng 11 năm 2018) | 2014   |                                                     | Mladen Ivanić                                 | Đảng Tiến bộ Dân chủ                                        | Serb    |
| 6 (17 tháng 11 năm 2014 – 20 tháng 11 năm 2018) | 2014   |                                                     | Dragan Čović                                  | Liên minh Dân chủ Croatia của Bosna và Hercegovina          | Croatia |
| 7 (20 tháng 11 năm 2018 – 16 tháng 11 năm 2022) | 2018   |                                                     | Šefik Džaferović                              | Đảng Hành động Dân chủ                                      | Bosniak |
| 7 (20 tháng 11 năm 2018 – 16 tháng 11 năm 2022) | 2018   |                                                     | Milorad Dodik                                 | Liên minh Dân chủ Xã hội Độc lập                            | Serb    |
| 7 (20 tháng 11 năm 2018 – 16 tháng 11 năm 2022) | 2018   |                                                     | Željko Komšić                                 | Mặt trận Dân chủ                                            | Croatia |
| 8 (16 tháng 11 năm 2022 – hiện tại)             | 2022   |                                                     | Denis Bećirović                               | Đảng Dân chủ Xã hội Bosna và Hercegovina                    | Bosniak |
| 8 (16 tháng 11 năm 2022 – hiện tại)             | 2022   |                                                     | Željka Cvijanović                             | Liên minh Dân chủ Xã hội Độc lập                            | Serb    |
| 8 (16 tháng 11 năm 2022 – hiện tại)             | 2022   |                                                     | Željko Komšić                                 | Mặt trận Dân chủ                                            | Croatia |